# Grenade RGD-33
La grenade RGD-33 était une grenade à fragmentation soviétique développée en 1933. Cette grenade à manche antipersonnelle était dérivée du modèle de 1914 (en) utilisée durant la Première Guerre mondiale.
Avant utilisation, un cliquet de verrouillage sur la poignée doit être libéré et une fusée d'un retard moyen de 4 secondes, est inséré dans la partie supérieure de l’enveloppe. Un bon jet peut envoyer la grenade de 30 à 40 mètres. Lors de la détonation des fragments de l’enveloppe minces et rectangulaires, qui, avec les fragments du boîtier et du détonateur, décélèrent rapidement dans l'air. En raison de la chute rapide de cette vitesse, le rayon de destruction est faible, ce qui en fait une grenade de type «offensive». Le rayon létal est environ 15 mètres avec le manchon et 10 mètres sans. Comme avec la plupart des grenades de cette époque, il était possible que la projection de gros fragments se produise sur une plus grande distance que le lancer.
La grenade était inhabituelle mais pas unique, en ce qu'elle avait un "manchon" en option - un manchon de fragmentation constitué de métal épais d'un poids moyen de 270 grammes. Lorsqu'il était monté sur la grenade le manchon améliore le rayon de destruction en produisant un certain nombre de fragments plus lourds, en forme de losange. Avec la manchon la grenade était réputée être en mode «défensif».
La grenade était compliquée à utiliser et à produire (ah bon ? en quoi était-ce compliqué ?) Après l'invasion allemande de l'URSS, la grenade RG-42 simple et rustique fut développée pour la remplacer progressivement.